# Міхаель Гейлен
Міхаель Гейлен (нід. Michaël Heylen, нар. 3 січня 1994, Воммелгем) — бельгійський футболіст, центральний захисник клубу «Спарта» (Роттердам).
Грав за молодіжну збірну Бельгії.

## Клубна кар'єра
Народився 3 січня 1994 року в місті Воммелгем. Вихованець футбольної школи клубу «Андерлехт». 2013 року почав залучатися до складу основної команди клубу, проте в офіційних матчах за неї не дебютував. Натомість того ж року був відданий в оренду до «Кортрейка», де й отримав свій перший досвід виступів на дорослому рівні.
До складу клубу «Андерлехт» повернувся 2014 року, почавши отримувати певний ігровий час у складі основної команди клубу.

## Виступи за збірну
Протягом 2013–2015 років залучався до складу молодіжної збірної Бельгії. На молодіжному рівні зіграв у 6 офіційних матчах.

## Титули і досягнення
- Володар Суперкубка Бельгії (2):

«Андерлехт»: 2013, 2014